# 霍斯特-迪特·霍特格斯
霍斯特-迪特·霍特格斯（德語：Horst-Dieter Höttges，1943年9月10日—2023年6月22日），前德国足球运动员，职业生涯曾先后效力于门兴格拉德巴赫和云达不来梅等球队，并随西德国家足球队赢得1974年世界杯足球赛冠军。